# Etlingera dictyota
Etlingera dictyota là một loài thực vật có hoa trong họ Gừng. Loài này được A.D.Poulsen & A.L.Lamb mô tả khoa học đầu tiên năm 2006.